# 디지바이스
디지바이스 (Digivice)는 디지털 몬스터에 등장하는 가공의 도구다. 애니메이션, 만화책 속의 주인공들이 소지하고 다니는 소형 컴퓨터로서, 여러 종류가 존재하지만 모두 같은 이름의 완구가 발매되었다.

## 종류

### 디지바이스
디지몬 어드벤처에서 등장했다. 어둠의 힘을 정화하거나, 동료들의 위치를 탐지하며, 결계를 펼치는 등 여러 가지 기능을 발휘한다. 디지몬을 진화시키는 능력을 가지고 있는 일종의 도구이다.
- 1999년 8월 출시

### D-3
『디지몬 어드벤처02』에 등장했다. 기능을 디지바이스로부터 계승되었다. 또한 디지멘탈이라는 아이템을 이용해 아머체로 아머진화할 수 있다.
- 2000년 7월 출시

### 디 아크
『디지몬 테이머즈』에서 등장했다. 측면에 카드리더가 달려있어, 디지털 몬스터 카드게임의 카드를 통과시킴(카드 슬래시)으로 파트너 디지몬을 강화시키거나 무기를 장비시킬 수 있었다. 극중에서는 카드리더가 변화하거나, 디지몬이 파트너가 되면 어디선가 나타났다.
- Ver.1 2001년 4월 출시
- Ver.2 2001년 7월 출시

### 디 스캐너
『디지몬 프론티어』에서 등장.
10투사의 스피릿들을 저장해서 나중에 꺼내어 자신의 디지코드 위에 덮어 씌우는 것으로 스피릿의 힘을 사용해 하이브리드체로 진화할 수 있다. 또한 사악한 의지를 가진 디지몬의 디지코드를 정화하여 원래의 모습으로 돌려 놓는다. 디지타마로 돌아가는 경우가 많지만 디지타마가 아닌 원래 있어야 할 모습으로 돌아가는 것도 가능하다.
- Ver.1 2002년 6월 출시
- Ver.2 2002년 8월 출시

### 디지바이스iC
『디지몬 세이버즈』에 등장했다. 파트너 디지몬을 수납하는 기능이 붙어있다. 덧붙여서『디지몬 세이버즈』에서는 디지몬 애니메이션 역사상 최초로 인간이 만들어낸 디지바이스라는 점이다.
적외선통신 배틀, 데이터 카드다스 연동, 파이트머니, 콜로세움과 같은 미니게임이 추가요소로 탑재되었다. 디지소울 충전을 하므로 디지소울을 부여함으로 진화하는 형태가 변한다. 또, 디지몬 배틀터미널에 자신이 키운 디지몬을 전송시키는 것이 가능하다. 하지만 2008년을 끝으로 디지몬 배틀터미널이 종료됨에 따라 이 기능을 즐겨보는 것은 불가능해졌다.
- 2006년 3월 출시

### 디지몬 크로스 로더
『디지몬 크로스워즈』에 등장하였다. 1기에서는 오메가몬의 선택을 받으면 크로스로더를 받았으나, 3기에서는 클락몬과 다니는 정체불명의 시계점 할아버지에게 크로스로더를 받게 되어 있었다. 디지몬들끼리 서로 합체시켜 새로운 디지몬을 만드는 것이 크로스로더만의 기능이다. 나중에는 초진화까지 가능하게 되었다.
- 디지몬 크로스 로더 2010년 10월 출시
- 디지몬 크로스 로더 블루 플레어 사이드 2011년 1월 출시